# Masarykův onkologický ústav
Masarykův onkologický ústav (MOÚ) v Brně je specializované onkologické centrum s nadregionální působností, jediné svého druhu v České republice. Je příspěvkovou organizací Ministerstva zdravotnictví ČR.
V ústavu jsou soustředěny všechny medicínské obory pro zajištění komplexní onkologické péče, která zahrnuje prevenci, epidemiologii, diagnostiku, jednotlivé modality protinádorové léčby a rehabilitaci. Zaměřuje se na vědecko-výzkumnou činnost včetně základního výzkumu. Zajišťuje pre- i postgraduální výuku lékařů a zdravotníků a osvětovou činnost zaměřenou na širokou veřejnost.
Ročně je v ústavu hospitalizováno téměř 10 tisíc pacientů a v ambulancích ošetřeno na 200 tisíc lidí.

## Historie

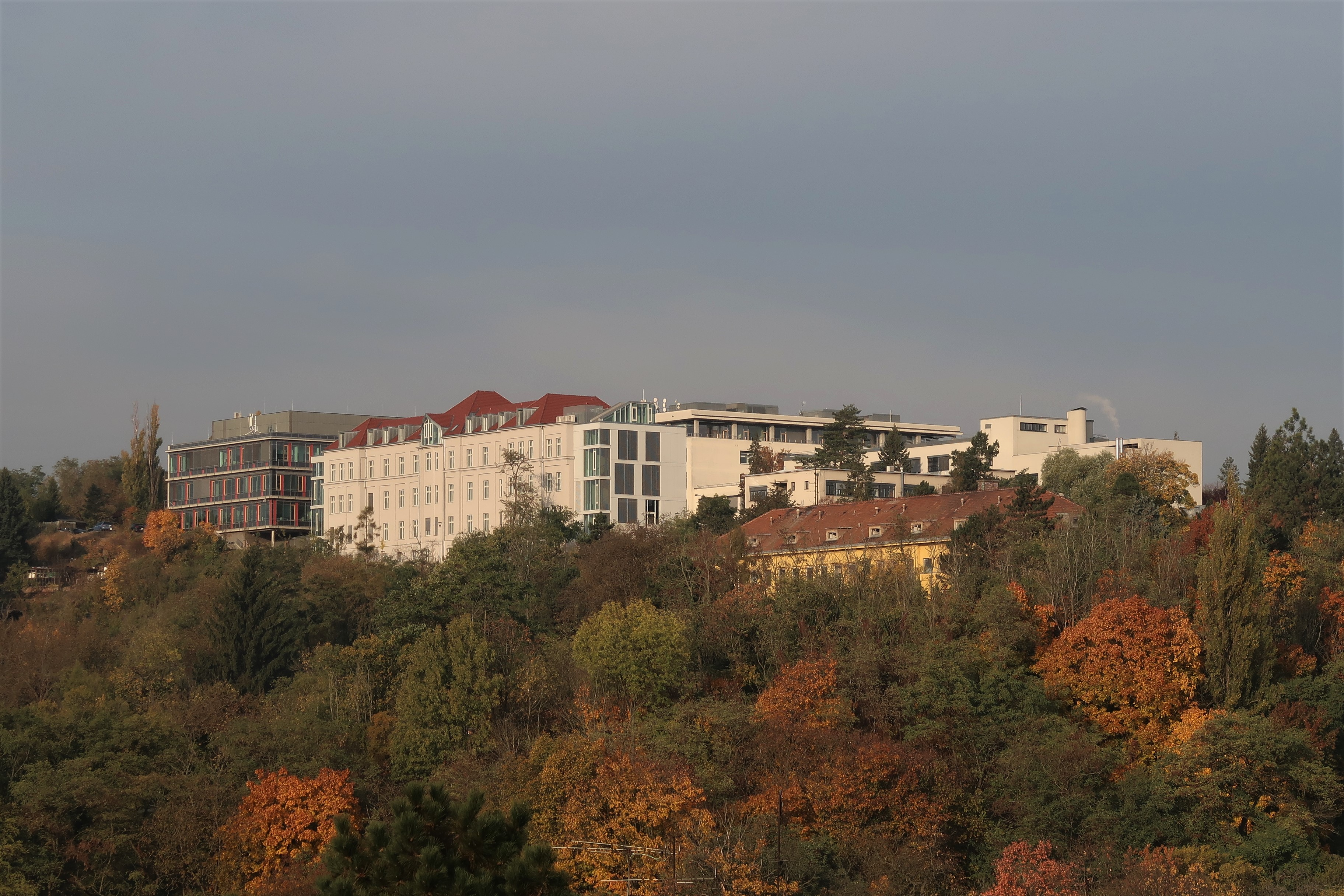
Celkový pohled na areál Masarykova onkologického ústavu od východu, stav po rekonstrukci 2019–2021

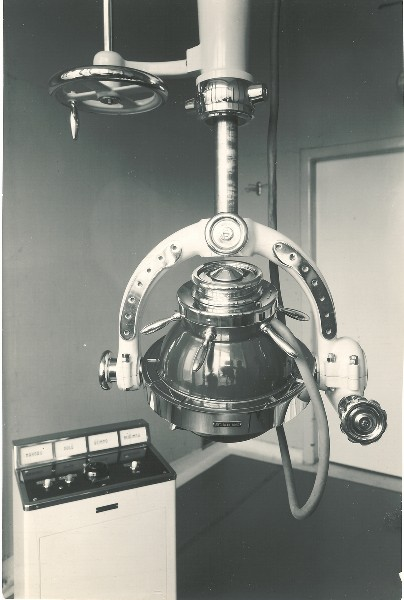
Starý rentgen

### Starší historie
Historie Masarykova onkologického ústavu spadá do druhé poloviny 20. let minulého století, kdy chirurg primář MUDr. Jaroslav Bakeš společně se svou matkou Lucií Bakešovou – etnografkou a sociální pracovnicí - založili spolek „Dům útěchy“ (21. června 1928).
Cílem této organizace bylo zlepšit péči o nemocné zhoubnými nádory a současně umožnit výzkumnou práci v tomto oboru medicíny. Prvořadým úkolem se proto stalo vybudování speciálního ústavu, ve kterém by byli nemocní rakovinou ošetřeni a léčeni a ve kterém by se velká pozornost věnovala badatelské práci.
Ústav s názvem Masarykova léčebna „Dům útěchy“, postavený architektem Bedřichem Rozehnalem, byl slavnostně otevřen 13. ledna 1935 a provoz zde byl zahájen o týden později – 21. ledna. Od té doby se ústav, který během let několikrát měnil svůj název i zřizovatele, zabývá výhradně léčbou solidních nádorů.

### Poslední léta
V první polovině 90. let byly provedeny významné stavební úpravy, dokončena výstavba nové moderně koncipované budovy s ambulantním i lůžkovým traktem.
Ústav disponuje akreditací Spojené akreditační komise ČR a od prosince 2009 také mezinárodní akreditací JCI.

## Činnost
V ústavu jsou uplatňovány nové postupy v internistické, cytostatické, hormonální a biologické léčbě. Je zařazen do evropských i světových klinických studií, při kterých se klinicky ověřují účinky nových léků.
V ústavu se také uplatňují moderní přístupy v chirurgické léčbě nádorových nemocí, v ozařování - např. nové metody v adjuvantní radioterapii nádorů prsu (tzv. poresekční brachyradioterapie).
Od září roku 2003 je na Oddělení nukleární medicíny k dispozici pozitronová emisní tomografie. Strojový park PET Centra byl v roce 2007 rozšířen o hybridní skener spojující PET skener s vysokým rozlišením a rozšířeným zorným polem a plnohodnotný CT skener.
V květnu 2008 se v areálu ústavu začaly navíc přímo vyrábět radiofarmaka.

### Klinika komplexní onkologické péče a Klinika radiační onkologie
Dne 1. ledna 2001 byla v ústavu založena Klinika komplexní onkologické péče. Organizačně se skládá z diagnosticko-léčebných skupin pro mamární a digestivní problematiku a pro všeobecnou onkologii. Zahrnuje i ostatní obory související s léčbou nádorů - onkochirurgii, radioterapii, genetiku. Činnost kliniky je zaměřena také na pre- a postgraduální onkologickou výuku.
V únoru 2007 bylo ustaveno druhé výukové pracoviště Lékařské fakulty Masarykovy univerzity, a to Klinika radiační onkologie, která disponuje moderní technikou i řadou odborníků.

### Prevence a národní onkologický registr
Pracovníci ústavu vypracovali speciální preventivní program na základě údajů Národního onkologického registru. Je zaměřen na všechny věkové kategorie podle pohlaví a rodinné anamnézy, je zcela individuální. Je to jediný komplexní preventivní onkologický program v České republice. V ústavu pracuje také Oddělení genetiky a epidemiologie nádorů, které se věnuje těm lidem, u kterých je riziko rakoviny dáno rodinnou anamnézou.

### Brněnské onkologické dny
Ústav každoročně pořádá celostátní odbornou akci Brněnské onkologické dny, která zahrnuje profese zabývající se onkologickou problematikou a s nimi Konferenci pro nelékařské zdravotnické pracovníky. V rámci těchto akcí se konají přednášky českých i zahraničních odborníků v daném oboru, workshopy, firemní sympozia i edukační bloky.